# سرنجه قلایی
سرنجه قلایی، روستایی از توابع بخش فیروزآباد شهرستان سلسله در استان لرستان ایران است که در حوالی سفید کوه که در نزدیکی رود کشکان واقعه شده‌است.

## جمعیت
این روستا در دهستان قلائی قرار دارد و براساس سرشماری مرکز آمار ایران در سال ۱۳۸۵، جمعیت آن ۳۰۰ نفر (۳۴خانوار) بوده‌است.